# Mödling (huyện)
Bezirk Mödling là một huyện của bang của Hạ Áo ở Áo.

## Các đô thị
Các khu ngoại vi, làng và các đơn vị khác của một đô thị được hiển thị bằngchữ nhỏ.
- Achau
- Biedermannsdorf
- Breitenfurt bei Wien
- Brunn am Gebirge
- Gaaden
- Gießhübl
- Gumpoldskirchen
- Guntramsdorf
- Hennersdorf bei Wien
- Hinterbrühl
  - Hinterbrühl, Sparbach, Weissenbach bei Mödling, Wassergspreng
- Kaltenleutgeben
- Laab im Walde
- Laxenburg
- Maria Enzersdorf
- Mödling
- Münchendorf
- Perchtoldsdorf
- Vösendorf
- Wiener Neudorf
- Wienerwald
  - Dornbach, Grub, Gruberau, Sittendorf, Stangau, Sulz im Wienerwald, Wöglerin